# Telmatobius arequipensis
Espèce
Synonymes
- Telmatobius arequipensis natator Vellard, 1955

Statut de conservation UICN

 NT  : Quasi menacé
Telmatobius arequipensis est une espèce d'amphibiens de la famille des Telmatobiidae.

## Répartition
Cette espèce est endémique des régions d'Arequipa et de Moquegua au Pérou. Elle se rencontre entre 2 000 et 4 500 m d'altitude.

## Étymologie
Son nom d'espèce, composé de arequip[a] et du suffixe latin -ensis, « qui vit dans, qui habite », lui a été donné en référence au lieu de sa découverte.

## Publication originale
- Vellard, 1955 : Estudio sobre batracios andinos. III. Los Telmatobius del grupo Jelskii. Memorias del Museo de Historia Natural Javier Prado, vol. 4, p. 1-28.